# Sandōkai
Le Sandōkai (参同契) (chinois : 參同契 ; pinyin : Cāntóngqì) est un poème écrit au VIIIe siècle et attribué à Shitou Xiqian (Sekitō Kisen en japonais), huitième patriarche chinois du bouddhisme chan. Il s'agit d'un texte fondamental du chan chinois et du zen japonais, qui porte sur le fait que les contradictions et la dualité du monde se résolvent dans une unité fondamentale que nous pouvons atteindre.  
Le poème est fréquemment récité dans les temples zen au Japon, mais aussi à travers le monde.

## Titre
Le titre Sandōkai est rendu par des traductions qui peuvent différer entre elles, car il est composé de trois caractères chinois (sinogrammes) dont la signification est sujette à interprétation. L'analyse des sinogrammes donne ceci: le premier (chinois : 參 ; pinyin : Cān) véhicule l'idée de « considérer », « comparer » ou encore de « distinguer »; il connote donc l'idée de différence, et renvoie, dit-on, à la multiplicité de tous les « phénomènes » (ce qu'on appelle en chinois les dix mille choses — (wanwu 万物); le deuxième,  (chinois : 同 ; pinyin : tóng) donne l'idée de « similitude », « ressemblance »; on dit qu'il se rapporte à l'unité de tous les phénomènes; quant au troisième, (chinois : 契 ; pinyin : qì), il renvoie à la « correspondance  » ou « concordance » entre le Soi et les phénomènes. 
Le titre pourrait ainsi se traduire par l'Harmonie entre la différence et l'identité, La Concordance entre différence et identité. Philippe Cornu, lui, donne « La Coïncidence de l'égal et de l'inégal » et Jacques Brosse, l'Interpénétration de l'Essence et des phénomènes,. On trouve aussi Identité du multiple et du un ; Rencontre entre l’identité et la différence ; Unicité de la réalité et de la vacuité, etc.. 
Par ailleurs, un texte d'alchimie taoïste du IIe siècle attribué au célèbre maître taoïste Wei Boyang, porte le même titre: Cāntóngqì, et il est possible que le titre du poème chan soit une allusion à ce texte,. 

## Récitation
Le Sandokai est souvent chanté dans les monastères zen du Japon, et même tous les matins, après le zazen, dans ceux de l'école Sôtô, ainsi que lors des cérémonies funéraires en l'honneur du fondateur du temple. Il est aussi fréquemment récité les jours pairs, en alternance avec le Hōkyō zanmai.

## Le poème
Le poème est relativement court: il compte quarante-quatre lignes de cinq sinogrammes, soit un total de 320 caractères. 

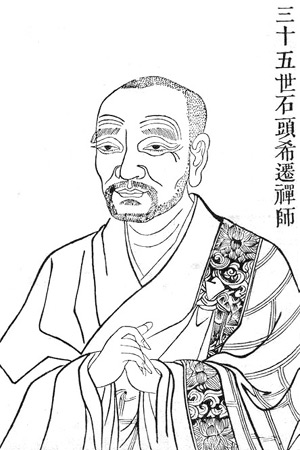
Sekitou Kisen, l'auteur du Sandokai.

L'harmonie entre la différence et l'identité

« L’esprit du grand sage de l’Inde
S’est intimement transmis d’ouest en est.
Les facultés de l’homme sont plus ou moins aiguisées
Mais la Voie n’a ni patriarche du Nord ni patriarche du Sud.
La source spirituelle brille dans la lumière ;
Les effluents coulent dans l’obscurité.
Saisir les choses est certainement une illusion ;
Se mettre en accord avec l’identité n’est pas encore l’illumination.
Tous les objets des sens sont en interaction et pourtant ne le sont pas.
L’interaction entraîne la solidarité.
Sans quoi chacun reste sur sa position.
Les visions varient en qualité comme en forme,
Les sons sont tantôt agréables tantôt désagréables.
Dans l’obscurité, les discours raffinés et vulgaires
Se confondent, dans la lumière, les phrases claires et troubles se distinguent.
Les quatre éléments retournent à leur nature
Tout comme l’enfant se tourne vers sa mère.
Le feu chauffe, le vent bouge, l’eau mouille, la terre est solide.
Œil et vision, oreille et son, nez et odeur, langue et saveur.
Ainsi, pour tout ce qui existe, selon ces racines-là, les feuilles se développent.
Le tronc et les branches partagent l’essence ;
Noble ou vulgaire, chacun a son discours.
Dans la lumière existe l’obscurité,
Mais ne la prenez pas pour de l’obscurité.
Dans l’obscurité existe la lumière,
Mais ne la regardez pas comme de la lumière.
La lumière et l’obscurité s’opposent
Comme le pied avant et le pied arrière dans la marche.
De toutes les choses innombrables chacune a son mérite,
Exprimé selon sa fonction et sa place.
Les phénomènes existent, comme la boîte et le couvercle s’ajustent ;
Le principe s’accorde, comme la rencontre de deux pointes de flèche.
Entendant les mots, comprenez le sens ;
Ne créez pas vos propres normes.
Si vous ne comprenez pas la voie qui se trouve à vos pieds
Comment connaîtrez-vous le chemin sur lequel marchez ?
La pratique n’est pas une question d’éloignement ou de proximité,
Mais dans la confusion les montagnes et les rivières barrent la route.
Vous qui étudiez le mystère, je vous supplie respectueusement
De ne pas passer vainement vos jours et vos nuits. »

## Analyse
Le Sandokai appelle à voir que les contradictions et la dualité du monde se résolvent dans une unité fondamentale que nous pouvons atteindre. Il s'agit au fond de l'éveil qui transcende toutes les dualités. Le texte souligne d'ailleurs à plusieurs reprises la discontinuité, puis la continuité et enfin la complémentarité. Il se peut que le Sandokai soit la source d'où dérive la notion centrale des « Cinq degrés (en) »  (japonais: go i), qui constitue un enseignement central de l'école chinoise Caodong (devenue Sôtô au Japon).  
Shohaku Okumura rappelle que dans le bouddhisme zen (et dans le Mahayana en général), la réalité est à la fois forme et vacuité: d'un côté, nous voyons les phénomènes comme indépendants les uns des autres, alors qu'en fait ils sont un du fait de leur interdépendance (ce qui équivaut à la vacuité). Il y a donc des choses que nous voyons comme séparées les unes des autres (ce qu'on appelle « vérité relative »): il y a Paul, Aline, Chloé, Philippe, des voitures, des maisons, des animaux, des prés, etc. Mais en fait, dans la vérité absolue, il n'y a pas de séparation entre ces différents phénomènes : fondamentalement tous ces éléments sont vides de substance propre, et ainsi étroitement interconnectés. Ainsi, l'univers entier est-il en relation, comme les cinq doigts de la main. Et Okumora poursuit: dans le Sandokai, ces deux faces de la réalités sont appelées différence et unité, et elles devraient se fondre ou concorder. Sekitou Kisen voit l'unité comme étant sombre, et la diversité comme étant claire. Quand il fait clair à l'extérieur, nous voyons toutes les choses comme différentes entre elles (par leur couleur, leur forme, leur fonction, leur nom). Mais quand il n'y a plus de lumière et qu'il fait noir, tous les phénomènes sont là, mais nous ne pouvons plus les distinguer: il n'y a plus qu'une seule et même obscurité. 
Ainsi, l'harmonie, ou la concordance, exprime l'interaction dialectique entre l'universel (la dimension ultime) et le particulier (les phénomènes). Si ces idées sont bien l'expression des vues Sekitou, il n'en reste pas moins qu'elles proviennent d'abord de la dialectique originelle du yin et yang du taoïsme, et qu'elles doivent beaucoup au système de l'école Huayan (japonais: Kegon), basé sur l'important Sutra de l'Ornementation fleurie. Celui-ci, qui enseigne l'égalité et l'interdépendance de toutes les choses, constitua une base des théories de l'école Sôtô D'autre part, tout comme dans le poème taoïste qui porte le même titre, on trouve dans le Sandokai des allusions aux thèmes de la nature et du changement.